# Jewgeni Alexandrowitsch Lagunow
Jewgeni Alexandrowitsch Lagunow (russisch Евгений Александрович Лагунов, wiss. Transliteration Evgenij Aleksandrovič Lagunov; * 14. Dezember 1985 in Archangelsk) ist ein ehemaliger russischer Schwimmer.

## Werdegang
Lagunows Spezialstrecken waren die kurzen Freistildistanzen. Seine größten Erfolge feierte er mit den russischen Freistil- und Lagenstaffeln. Bei den Olympischen Sommerspielen in Athen 2004 war er Teil der russischen 4-mal-100-Meter-Freistilstaffel und belegte mit ihr den vierten Rang. Im folgenden Jahr, bei den Kurzbahneuropameisterschaften 2005 in Triest konnte er mit der Silbermedaille über die 100-Meter-Freistilstrecke seine erste Einzelmedaille bei internationalen Wettkämpfen erschwimmen.
Bei den folgenden Olympischen Sommerspielen 2008 in Peking erschwamm er mit der russischen 4-mal-200-Meter-Freistilstaffel gemeinsam mit Nikita Lobinzew, Danila Isotow und Alexander Suchorukow die Silbermedaille und stellte zugleich einen neuen Europarekord auf. Einen weiteren Europarekord stellte er nur wenige Tage späterer gemeinsam mit Arkadi Wjattschanin, Roman Sludnow, Jewgeni Korotyschkin, der russischen 4-mal-100-Meter-Lagenstaffel auf, mit der er den vierten Rang belegte.